# Pentland Skerries
Les Pentland Skerries (en escocès «esculls o illots Pentland», en nòrdic antic: Pettlandssker) són un grup de quatre illes deshabitades, situades en el Pentland Firth, al nord-est de Duncansby Head (prop del territori dels Highlands), i al sud de l'illa de South Ronaldsay a Escòcia, a la qual pertanyen.
La més extensa de les Pentland Skerries és, amb diferència, Muckle Skerry, que alberga un far. Les altres illes són Little Skerry, Louther Skerry i Clettack Skerry.